# Prospect (Australia Meridionale)
Prospect è un sobborgo di Adelaide, in Australia Meridionale; esso si trova 5 chilometri a nord del centro cittadino ed è la sede della Città di Prospect. Al censimento del 2006 contava 12.382 abitanti.